# The Flirts
The Flirts – amerykańskie trio wokalne z nurtu muzyki dance i disco. Istniało w latach 1982–1992, największą popularność zyskując w pierwszej połowie lat 80.

## Historia
Grupa została utworzona przez amerykańskiego producenta Bobby’ego Orlando (Robert Philip Orlando, znany również jako „Bobby O”). Skład grupy często ulegał zmianie, niemal co roku, z każdym nowym albumem. Zawsze były to jednak trzy atrakcyjne, seksowne dziewczęta. Ich imiona (pseudonimy?) to: w 1982 – Andrea, Holly i Rebecca, w 1983 – Linda Jo, Pamela, Rebecca w 1984 – Debby, Christy, Christina, w 1985 – Tricia, Debby, Christina, w 1986 – Geri, Christina, Tricia. Kim były te kobiety i jak często się zmieniały nie miało jednak większego znaczenia, ponieważ w typowy dla grup muzyki disco tamtego okresu sposób, The Flirts składało się w rzeczywistości z dwóch zespołów – pierwszy to atrakcyjne modelki śpiewające na scenie z playbacku, drugi to grupa profesjonalnych, bezimiennych wokalistów i muzyków tworzących właściwą muzykę. Ci drudzy kierowani byli wypadku The Flirts właśnie przez Bobby’ego Orlando i dlatego dziś można napotkać opinie, że prawdziwy The Flirts to Bobby Orlando, a śpiewające na scenie atrakcyjne kobiety trudno w rzeczywistości nazwać prawdziwym zespołem. Bobby Orlando, jako „„O” Records”, był również producentem płyt „The Flirts”.
W drugiej połowie lat 80. Orlando stracił zainteresowanie projektem The Flirts i rozpoczął współpracę z brytyjskim duetem Pet Shop Boys. Do The Flirts powrócił na początku lat 90. (produkując głównie remiksy przebojów grupy z ubiegłych lat), jednak nie potrafił już wskrzesić dawnego powodzenia grupy.
Pierwszy album zespołu (10¢ a Dance) ukazał się w 1982 roku, a singiel Passion stał się od razu światowym megahitem. Największym sukcesem płytowym grupy był album Blondes, Brunettes & Redheads z 1985 z którego wydano 3 single (Voulez-Vous, You And Me, New Toy) i który z sukcesem sprzedał się w USA, Europie i Kanadzie.
Kilka piosenek The Flirts zostało wykorzystanych w ścieżkach dźwiękowych filmów lat 80. min. Karate Kid i Dziewczyna z doliny.

## Dyskografia

### Albumy
- 1982 10¢ a Dance
- 1982 Calling All Boys
- 1983 Born to Flirt
- 1984 Made in America
- 1985 Blondes Brunettes & Redheads
- 1986 Questions of the Heart
- 1991 The Best of the Flirts
- 1992 Take A Chance On Me
- 1993 Greatest Hits
- 2002 De Luxe Collection

### Single
- 1982 Jukebox (Don’t Put Another Dime)
- 1982 Passion
- 1982 Calling All Boys
- 1982 Jungle Rock
- 1982 We Just Want to Dance
- 1982 On the Beach
- 1991 Miss You
- 1982 Boy Crazy
- 1984 Helpless (You Took My Love)
- 1984 Dancing Madly Backwards
- 1983 Danger
- 1985 Voulez-Vous
- 1985 You and Me
- 1985 New Toy
- 1983 Oriental Boy
- 1986 After Midnight
- 1986 All You Ever Think About Is (Sex)